# Belga női labdarúgó-válogatott
A belga női labdarúgó-válogatott képviseli Belgiumot a nemzetközi női labdarúgó eseményeken. A csapatot a Belga labdarúgó-szövetség szervezi és irányítja. A belga női-válogatott szövetségi kapitánya Ives Serneels.
A belga női nemzeti csapat még egyszer sem kvalifikálta magát világbajnokságra, Európa-bajnokságra illetve az olimpiai játékokra.

## Nemzetközi eredmények

### Világbajnoki szereplés
| Év       | Helyszín         | Eredmény      | Hely | M | Gy | D | V | Rg | Kg | Gk | P |
| -------- | ---------------- | ------------- | ---- | - | -- | - | - | -- | -- | -- | - |
| 1991     | Kína             | nem jutott be | –    | – | –  | – | – | –  | –  | –  | – |
| 1995     | Svédország       | nem jutott be | –    | – | –  | – | – | –  | –  | –  | – |
| 1999     | Egyesült Államok | nem jutott be | –    | – | –  | – | – | –  | –  | –  | – |
| 2003     | Egyesült Államok | nem jutott be | –    | – | –  | – | – | –  | –  | –  | – |
| 2007     | Kína             | nem jutott be | –    | – | –  | – | – | –  | –  | –  | – |
| 2011     | Németország      | nem jutott be | –    | – | –  | – | – | –  | –  | –  | – |
| 2015     | Kanada           |               |      |   |    |   |   |    |    |    |   |
| Összesen | Összesen         | 0 / 6         |      | – | –  | – | – | –  | –  | –  | – |

### Európa-bajnoki szereplés
| Év       | Helyszín            | Eredmény      | Hely | M | Gy | D | V | Rg | Kg | Gk | P |
| -------- | ------------------- | ------------- | ---- | - | -- | - | - | -- | -- | -- | - |
| 1984     | –                   | nem jutott be | –    | – | –  | – | – | –  | –  | –  | – |
| 1987     | Norvégia            | nem jutott be | –    | – | –  | – | – | –  | –  | –  | – |
| 1989     | NSZK                | nem jutott be | –    | – | –  | – | – | –  | –  | –  | – |
| 1991     | Dánia               | nem jutott be | –    | – | –  | – | – | –  | –  | –  | – |
| 1993     | Olaszország         | nem jutott be | –    | – | –  | – | – | –  | –  | –  | – |
| 1995     | Németország         | nem jutott be | –    | – | –  | – | – | –  | –  | –  | – |
| 1997     | Norvégia Svédország | nem jutott be | –    | – | –  | – | – | –  | –  | –  | – |
| 2001     | Németország         | nem jutott be | –    | – | –  | – | – | –  | –  | –  | – |
| 2005     | Anglia              | nem jutott be | –    | – | –  | – | – | –  | –  | –  | – |
| 2009     | Finnország          | nem jutott be | –    | – | –  | – | – | –  | –  | –  | – |
| 2013     | Svédország          |               |      |   |    |   |   |    |    |    |   |
| Összesen | Összesen            | 0 / 10        |      | – | –  | – | – | –  | –  | –  | – |

### Olimpiai szereplés
| Év       | Helyszín       | Eredmény      | Hely | M | Gy | D | V | Rg | Kg | Gk | P |
| -------- | -------------- | ------------- | ---- | - | -- | - | - | -- | -- | -- | - |
| 1996     | Atlanta        | nem jutott be | –    | – | –  | – | – | –  | –  | –  | – |
| 2000     | Sydney         | nem jutott be | –    | – | –  | – | – | –  | –  | –  | – |
| 2004     | Athén          | nem jutott be | –    | – | –  | – | – | –  | –  | –  | – |
| 2008     | Peking         | nem jutott be | –    | – | –  | – | – | –  | –  | –  | – |
| 2012     | London         | nem jutott be | –    | – | –  | – | – | –  | –  | –  | – |
| 2016     | Rio de Janeiro |               |      |   |    |   |   |    |    |    |   |
| Összesen | Összesen       | 0 / 5         |      | – | –  | – | – | –  | –  | –  | – |

## Jelenlegi keret
2019. április 6-án, az Egyesült Államok elleni mérkőzésen.
| Szám | Poszt | Név                 | Születési dátum / Kor         | Válogatottság | Gólok | Klub                |
| ---- | ----- | ------------------- | ----------------------------- | ------------- | ----- | ------------------- |
|      | K     | Nicky Evrard        | 1995. május 26. (29 éves)     | 16            | 0     | Twente              |
|      | K     | Lisa Lichtfus       | 1999. december 29. (25 éves)  | 0             | 0     | Standard Liège      |
|      | K     | Justien Odeurs      | 1997. május 13. (27 éves)     | 22            | 0     | Anderlecht          |
|      | V     | Maud Coutereels     | 1986. május 21. (38 éves)     | 86            | 9     | Lille               |
|      | V     | Laura Deloose       | 1993. június 19. (31 éves)    | 19            | 2     | Anderlecht          |
|      | V     | Laura De Neve       | 1994. október 9. (30 éves)    | 12            | 0     | Anderlecht          |
|      | V     | Heleen Jaques       | 1988. április 20. (36 éves)   | 89            | 2     | Fiorentina          |
|      | V     | Davina Philtjens    | 1989. február 26. (36 éves)   | 78            | 8     | Fiorentina          |
|      | V     | Shari Van Belle     | 1999. december 22. (25 éves)  | 3             | 0     | Gent                |
|      | KP    | Julie Biesmans      | 1994. május 4. (30 éves)      | 47            | 2     | Bristol City        |
|      | KP    | Kassandra Missipo   | 1998. február 3. (27 éves)    | 1             | 0     | Gent                |
|      | KP    | Lenie Onzia         | 1989. május 30. (35 éves)     | 34            | 4     | Gent                |
|      | CS    | Janice Cayman       | 1988. október 12. (36 éves)   | 92            | 34    | Montpellier         |
|      | CS    | Yana Daniëls        | 1992. május 8. (32 éves)      | 27            | 4     | Liverpool           |
|      | CS    | Tine De Caigny      | 1997. június 9. (27 éves)     | 30            | 7     | Anderlecht          |
|      | CS    | Elena Dhont         | 1998. március 27. (26 éves)   | 5             | 1     | Gent                |
|      | CS    | Chloé Vande Velde   | 1997. június 6. (27 éves)     | 0             | 0     | Gent                |
|      | CS    | Ella Van Kerkhoven  | 1993. november 20. (31 éves)  | 6             | 1     | Anderlecht          |
|      | CS    | Davinia Vanmechelen | 1999. augusztus 30. (25 éves) | 11            | 3     | Paris Saint-Germain |
|      | CS    | Tessa Wullaert      | 1993. március 19. (31 éves)   | 78            | 39    | Manchester City     |

## Lásd még
- Belga labdarúgó-válogatott